# Altair (estrela)
Coordenadas:  19h 50m 46.9990s, +08° 52′ 05.959″
Altair (α Aquilae, α Aql) tem nome de origem árabe que significa "aquele que voa" é a estrela mais brilhante da constelação da Águia e a 12ª estrela mais brilhante no céu noturno. Altair forma com Vega e Deneb o chamado Triângulo de Verão.

## Características

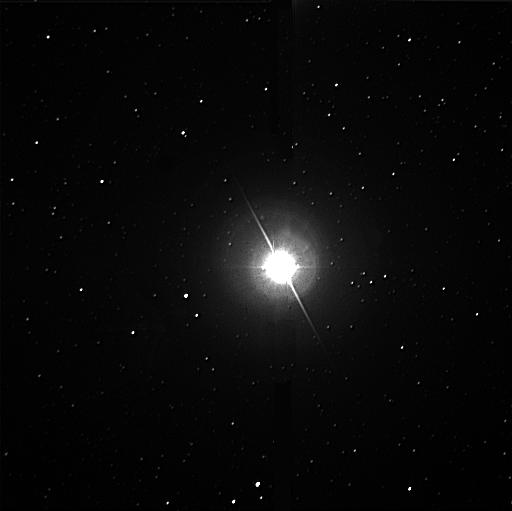
A estrela Altair

Com magnitude aparente de 0,75, magnitude absoluta 2,20 e tipo espectral A7, Altair é oito vezes mais luminosa que o Sol e seu diâmetro equatorial é 1,8 vezes maior que o dele. A sua temperatura superficial é de 8600K. Possui um movimento próprio de 0,658 segundo de arco por ano (1º em 5470 anos) e uma velocidade radial de -26 km/s. 
A sua distância à Terra é de 16,73 anos-luz, o que a torna uma das estrelas mais próximas.
Um estudo com a plataforma de testes do interferômetro do observatório Palomar, em San Diego, Califórnia (EUA), revelou que Altair não é esférica, mas achatada nos pólos, devido à sua alta taxa de rotação. Outros estudos interferométricos com telescópios múltiplos, operando no infravermelho, confirmaram por imagem esse fenômeno. Altair leva cerca de 10 horas para girar em torno de seu próprio eixo, ao passo que o Sol, por exemplo, faz a mesma rotação em cerca de 25 dias e a terra o faz em 24 horas. Por isso aquela estrela sofre um achatamento.
A estrela tem menos de um bilhão de anos. O Sol, em comparação, tem 4,5 bilhões de anos.

## Mitologia e Ficção
Na mitologia grega, a constelação de Áquila, da qual Altair é membro, é identificada como a Águia que carregava os raios de Zeus. Babilônios e Sumérios também chamavam essa estrela de "Estrela da Águia".
Em Star Trek, na série clássica, no episódio Amok Time, o Capitão Kirk, da nave Enterprise, fica em dúvida sobre manter curso para Altair VI, um planeta que orbita a estrela Altair, ou seguir para o planeta Vulcano, devido a uma necessidade de seu imediato em comando, Spock.
Os Eventos de Forbidden Planet (Planeta Proibido), um clássico de ficção científica de 1956, também acontecem em um planeta que orbita Altair. 